# Australian Open 1987
L'Australian Open 1987 è stata la 75ª edizione dell'Australian Open e prima prova stagionale dello Slam per il 1987. Si è disputato dal 12 al 25 gennaio 1987 sui campi in erba del Kooyong Stadium di Melbourne in Australia.
A partire da questa edizione il torneo si tiene a inizio stagione, l'edizione precedente si era giocata tra il 25 novembre e l'8 dicembre del 1985 e non si era quindi tenuta l'edizione del 1986. L'Australian Open 1987 è inoltre l'ultima edizione giocata sui campi in erba del Kooyong Stadium, a partire dal 1988 si disputerà sui campi in cemento del Flinders Park, in seguito ribattezzato Melbourne Park.

## Partecipanti

### Teste di serie
| Nazionalità | Giocatore       | Ranking | Testa di serie |
| ----------- | --------------- | ------- | -------------- |
| Stati Uniti | Ivan Lendl      | 1       | 1              |
| Germania    | Boris Becker    | 2       | 2              |
| Francia     | Yannick Noah    | 4       | 3              |
| Svezia      | Stefan Edberg   | 5       | 4              |
| Francia     | Henri Leconte   | 6       | 5              |
| Slovacchia  | Miloslav Mečíř  | 9       | 6              |
| Stati Uniti | Brad Gilbert    | 11      | 7              |
| Stati Uniti | Kevin Curren    | 18      | 8              |
| Svezia      | Anders Järryd   | 19      | 9              |
| Stati Uniti | Johan Kriek     | 23      | 10             |
| Australia   | Pat Cash        | 24      | 11             |
| Rep. Ceca   | Milan Šrejber   | 27      | 12             |
| Stati Uniti | Robert Seguso   | 28      | 13             |
| Stati Uniti | Tim Wilkison    | 29      | 14             |
| Svizzera    | Jakob Hlasek    | 32      | 15             |
| India       | Ramesh Krishnan | 33      | 16             |

### Altri partecipanti
I seguenti giocatori hanno ricevuto una wildcard per il tabellone principale:
- Shane Barr
- Desmond Tyson
- Anthony Lane
- Simon Youl
- Jason Stoltenberg

I seguenti giocatori sono passati dalle qualificazioni:

- Gary Muller
- Ken Flach
- Danny Saltz
- David Macpherson
- Nick Fulwood
- Steve Wood
- John Letts
- Christian Saceanu
- Mike Baroch
- Steve Denton
- Charlton Eagle
- Laurie Warder
- Shane Barr (lucky loser)

## Risultati

### Singolare maschile
Stefan Edberg ha battuto in finale  Patrick Cash con il punteggio di 6–3, 6–4, 3–6, 5–7, 6–3

### Singolare femminile
Hana Mandlíková ha battuto in finale  Martina Navrátilová con il punteggio di 7–5, 7–6(1)

### Doppio maschile
Stefan Edberg /  Anders Järryd hanno battuto in finale  Peter Doohan /  Laurie Warder con il punteggio di 6–4, 6–4, 7–6

### Doppio femminile
Martina Navrátilová /  Pamela Shriver hanno battuto in finale  Zina Garrison /  Lori McNeil con il punteggio di 6–1, 6–0

### Doppio misto
Zina Garrison /  Sherwood Stewart hanno battuto in finale  Anne Hobbs /  Andrew Castle con il punteggio di 3–6, 7–6(5), 6–3

## Junior

### Singolare ragazzi
Jason Stoltenberg ha battuto in finale  Todd Woodbridge con il punteggio di 6–2, 7–6

### Singolare ragazze
Michelle Jaggard-Lai ha battuto in finale  Nicole Bradtke con il punteggio di 6–2, 6–4

### Doppio ragazzi
Jason Stoltenberg /  Todd Woodbridge hanno battuto in finale  Shane Barr /  Bryan Roe con il punteggio di 6–2, 6–4

### Doppio ragazze
Ann Devries /  Nicole Bradtke hanno battuto in finale  Genevieve Dwyer /  Danielle Jones con il punteggio di 6–3, 6–1